# Miller, New South Wales
Miller este o suburbie în Sydney, Australia.